# Bodenkampf (Militär)

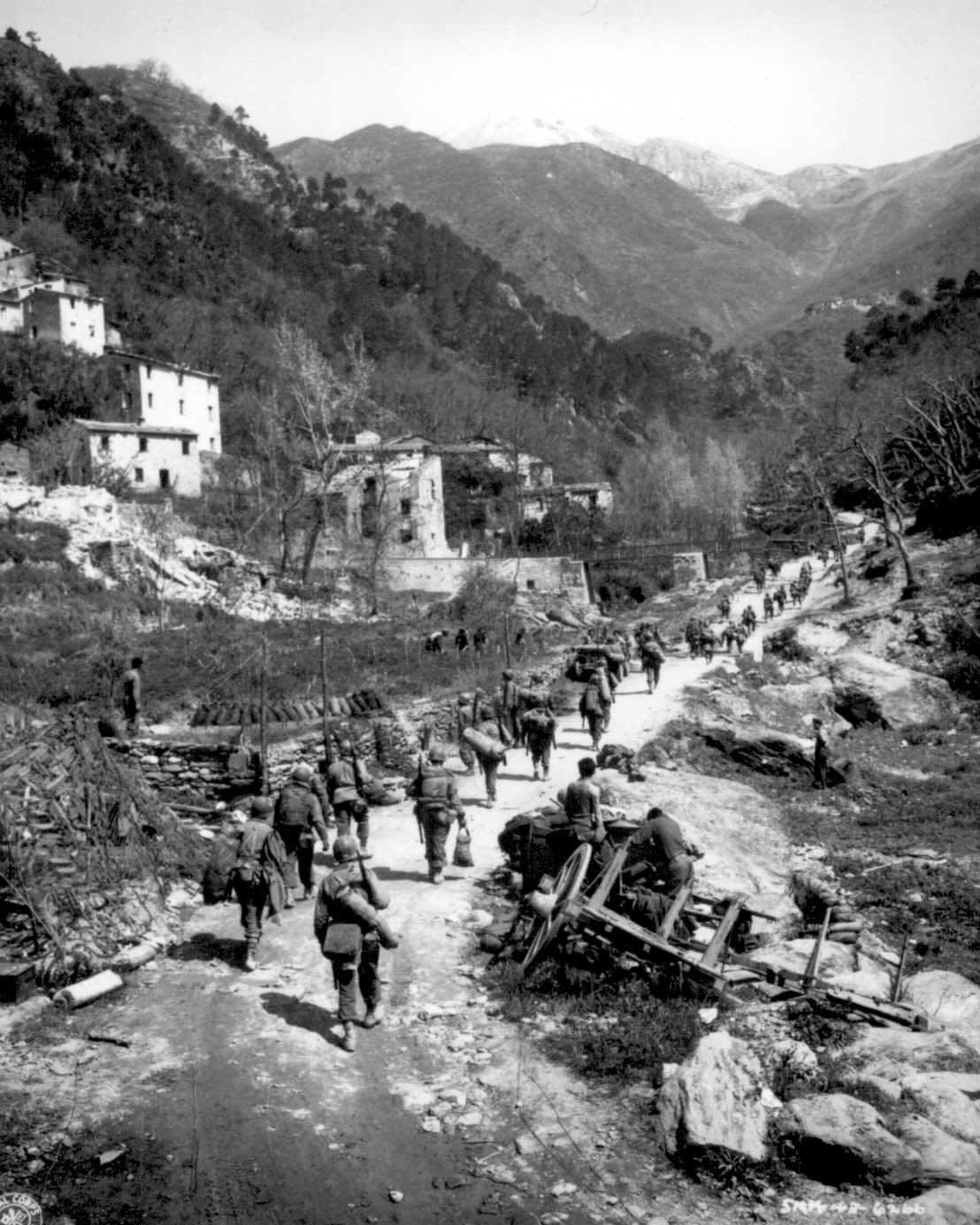
Das 370. Infanterie-Regiment der United States Army nördlich von Prato am 9. April 1945 (Gotenstellung)

Bodenkampf, Bodenstreitkräfte oder auch Bodentruppen sind landbewegliche Einheiten beim Militär, die in Bodengefechten eingesetzt werden. Bodenkampf bezeichnet die Gefechtsart. Bodenstreitkräfte bezeichnet Truppenteile oder Teilstreitkräfte, die im Bodenkampf verwendet werden. Bodentruppen sind landbewegliche Einheiten beim Militär, die in Bodengefechten eingesetzt werden.
Den größten Teil der Bodenstreitkräfte bilden in den Teilstreitkräften eines Landes die Soldaten des Heeres. Aber auch andere Teilstreitkräfte wie die Marine oder die Luftstreitkräfte (in Deutschland und der Schweiz die Luftwaffe) können über Bodentruppen verfügen, die speziell für die Anforderungen der entsprechenden Teilstreitkraft ausgebildet und ausgerüstet sind.
Ein prominentes Beispiel für eine Teilstreitkraft, die in großem Maße über Bodentruppen verfügt, aber nicht dem Heer angehört, ist das United States Marine Corps der US-Streitkräfte.
Im modernen Gefechtskampf ist die Luftbeweglichkeit der Bodentruppen ein wichtiger Faktor bei Lageänderungen, damit kann die Verlegung (z. B. per Luftlandung) rasch erfolgen. Die Mobilität der Bodentruppen ist daher ein wichtiger Faktor in der Kriegführung. Daher werden Bodentruppen meistens durch Fahrzeuge verlegt. Bodenstreitkräfte können über einen eigenen Fuhrpark verfügen. So gehören auch gepanzerte Fahrzeuge und Kampfpanzer zur Ausrüstung von Bodentruppen.

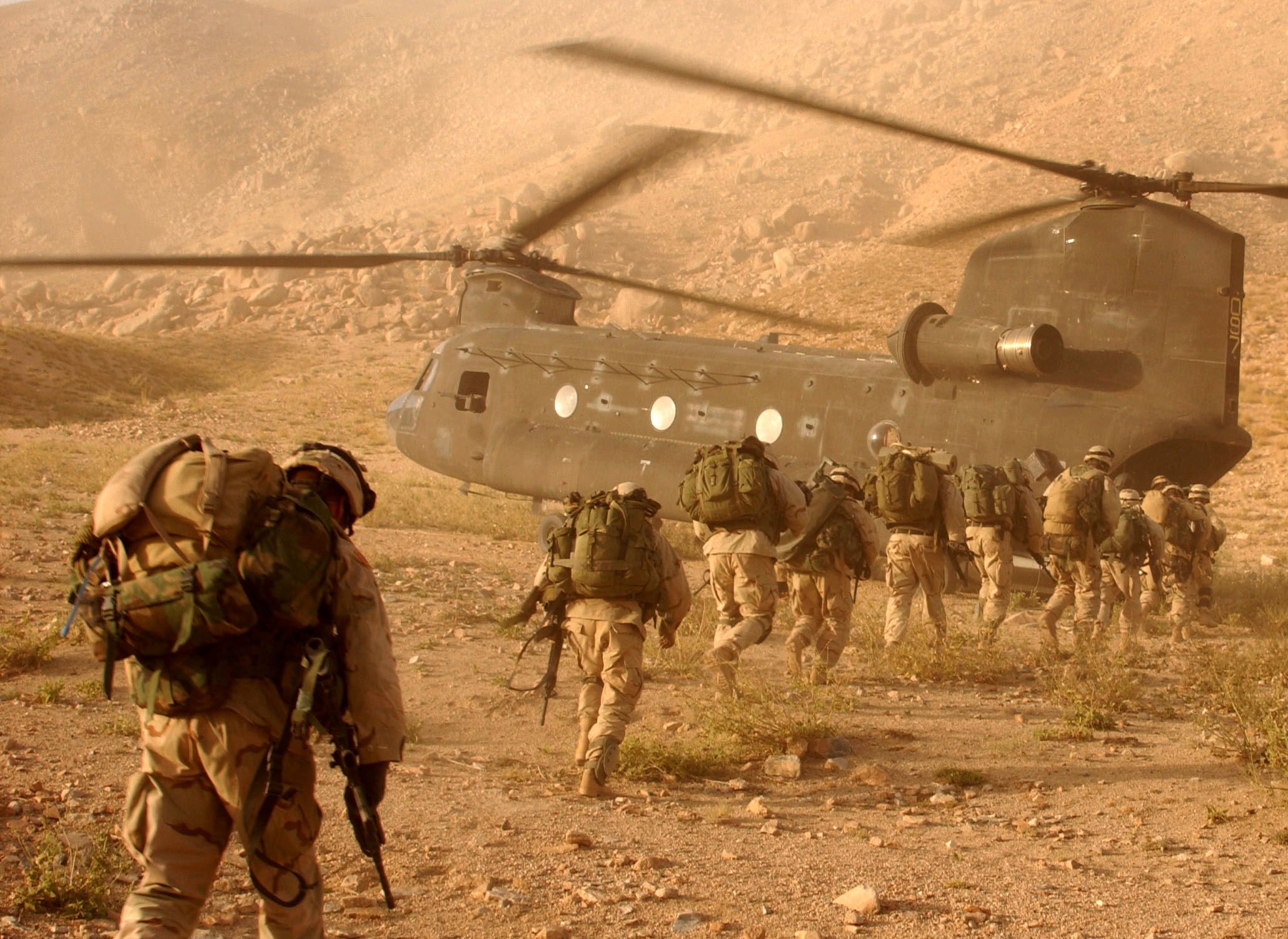
Soldaten der „US 10th Mountain Division“ in Afghanistan (2003)

Die Verlegung von Bodentruppen kann über verschiedene Wege erfolgen und dabei auch auf andere Teilstreitkräfte zurückgreifen. Typisch für die Verlegung über Land ist der Marsch. Im großen Rahmen und über große Distanzen erfolgt die Verlegung über Truppentransporter (Kraftfahrzeuge), Transportflugzeuge, Transporthubschrauber und/oder Wasserfahrzeuge. 
Fallschirmjäger gehören ebenfalls zu den Bodenstreitkräften, werden jedoch nur durch Luftfahrzeuge in die entsprechende Einsatzregion transportiert und können über unzugänglichem Terrain abgesetzt werden.
Die Luftnahunterstützung (CAS) bzw. Luftunterstützung erfolgt durch Kampfflugzeuge.
Siehe auch: Taktik (Militär)